# 荊蛮
荊蛮，又稱楚蛮，中原人对吴楚越及南方人的总称。《史记周本纪》：“长子太伯、虞仲知古公欲立季历以传昌，乃二人亡如荆蛮。”另外的說法則為楚国前身，西周初年成為封国。楚国灭亡越国，其地属于楚国。秦朝灭亡楚国，其地属于秦国。但秦国讳“楚”，故改名为荊。
商朝经九世之乱，国力衰弱。南方荆楚地区（今湖北荆山、江汉流域）一些部族、方国纷纷反叛，不贡商廷，时尔侵扰商境。武丁即位后，重整朝政，加强实力，调集大军进攻荆楚，以征服他国，消除外患。荆楚地区山林水泽纵横交错，路途艰难。武丁指挥商军，突破荆山（今湖北荆山）险要，攻打归（夔国，今湖北秭归）、佣（归国附近），夺取雩方，又与南方属国相配合，攻打虎方等，取得重大胜利，获俘众多，征服一批部族方国，消除了南方威胁。此战，促进了各族的融合，巩固了商朝的大国地位。
《楚世家》：“熊绎当周成王之时，举文、武勤劳之后嗣，而封熊绎于楚蛮，封以子男之田，姓芈氏，居丹阳。”亦即熊绎受封立国之前，楚蛮已存在，而楚国之得名，亦從楚蛮而来。